# IC 413
IC 413 est une galaxie lenticulaire située dans la constellation d'Orion. Sa vitesse par rapport au fond diffus cosmologique est de 4 346 ± 46 km/s, ce qui correspond à une distance de Hubble de 64,1 ± 5,5 Mpc (∼209 millions d'al). IC 413 a été découverte par l'astronome américain Edward Emerson Barnard en 1888. Barnard a de nouveau observé cette galaxie à une date ultérieure à 1895 et cette observation a été inscrite à l'Index Catalogue sous la cote IC 2124.

## Groupe de NGC 1819
IC 413 fait partie d'un groupe de galaxies qui compte au moins 5 membres, le groupe de NGC 1819. Outre IC 413 et NGC 1819, les trois autres galaxies sont IC 412, UGC 3294 et UGC 3296.